# Abraham répudiant Agar
Abraham répudiant Agar est un tableau réalisé par le peintre italien Le Guerchin en 1657. De format horizontal, cette huile sur toile est une peinture religieuse qui illustre un épisode du Livre de la Genèse, dans l'Ancien Testament. Elle représente Abraham chassant à la demande de Sarah, son épouse, sa servante Agar et le fils de cette dernière avec le patriarche, le jeune Ismaël, qui pleure dans les bras de sa mère. Commandée par Cento pour Lorenzo Imperiali, l'œuvre est conservée à la pinacothèque de Brera, à Milan.